# San José, Macuspana
San José är en ort i Mexiko.   Den ligger i kommunen Macuspana och delstaten Tabasco, i den sydöstra delen av landet, 700 km öster om huvudstaden Mexico City. San José ligger 18 meter över havet och antalet invånare är 225.
Terrängen runt San José är kuperad åt sydväst, men åt nordost är den platt. Runt San José är det ganska glesbefolkat, med 38 invånare per kvadratkilometer. Närmaste större samhälle är Buena Vista, 4,9 km nordväst om San José. Trakten runt San José består till största delen av jordbruksmark.